# 거부실록 시리즈
거부실록 시리즈는 문화방송에서 1982년 3월부터 1983년 3월까지 방영된 드라마로, 조선시대부터 현대에 이르기까지의 거부들의 일대기를 엮어 한국 근대자본이 어떻게 형성되었나를 살펴보는 시리즈물이다. 

## 시리즈 목록
| 시즌    | 제목                | 방송 기간                          | 방송 횟수 |
| ------- | ------------------- | ---------------------------------- | --------- |
| 제1화   | 《남강 이승훈》     | 1982년 2월 15일 ~ 1982년 3월 16일  | 10부작    |
| 제2화   | 《공주갑부 김갑순》 | 1982년 3월 22일 ~ 1982년 6월 15일  | 22부작    |
| 제3화   | 《백산 안희제》     | 1982년 6월 21일 ~ 1982년 9월 14일  | 25부작    |
| 제4화   | 《이용익》          | 1982년 9월 20일 ~ 1982년 12월 14일 | 26부작    |
| 제5화   | 《무역왕 최봉준》   | 1983년 1월 3일 ~ 1983년 3월 22일   | 22부작    |
| 총 횟수 | 총 횟수             | 총 횟수                            | 105부작   |